# XrossMediaBar

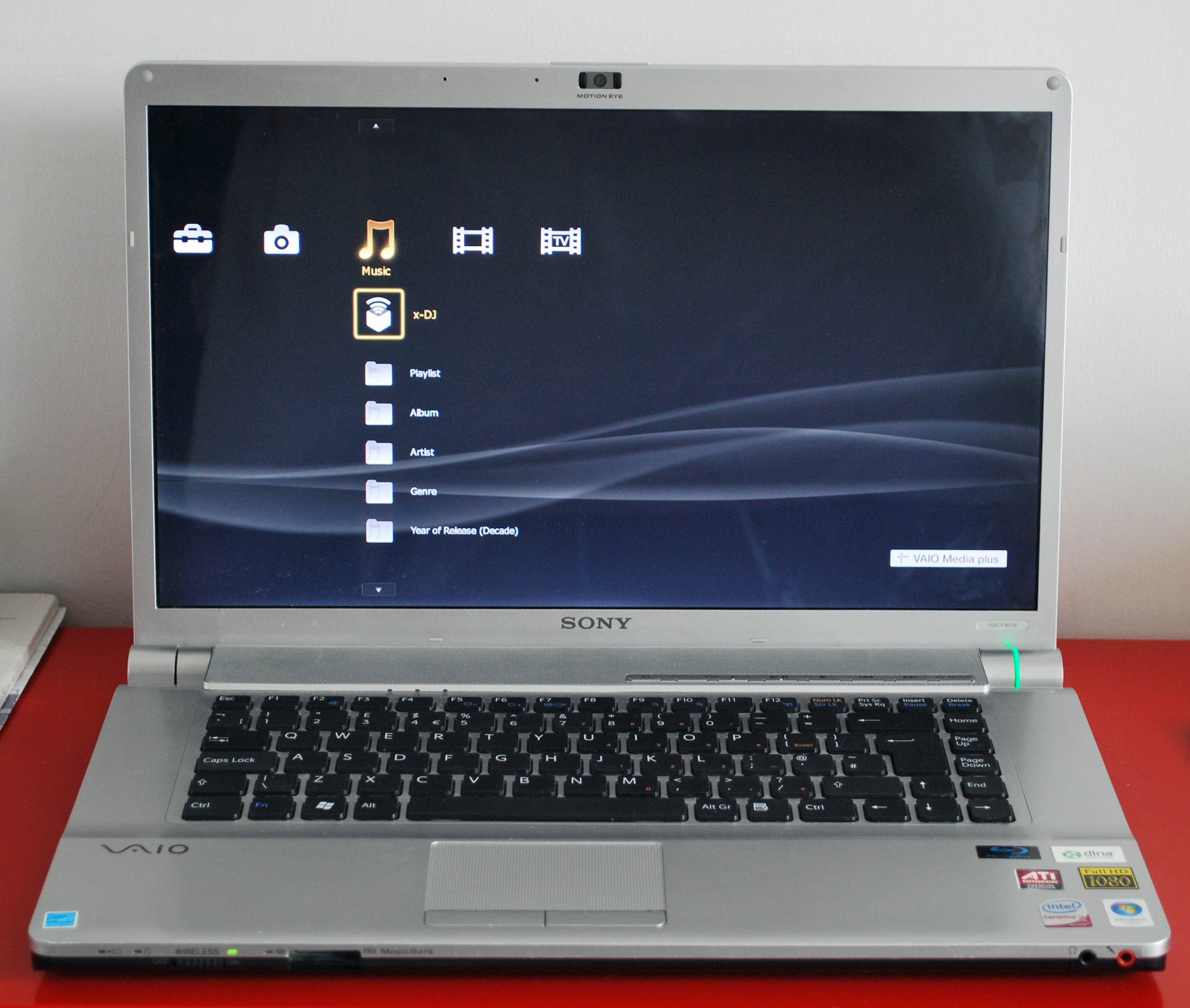
Interfaz XrossMediaBar de Sony Computer Entertainment

El PEN (XMB) es una interfaz gráfica para el usuario creada por Sony Computer Entertainment en 2003. Esta interfaz contiene iconos en una barra horizontal por toda la pantalla y la navegación consiste en el desplazamiento por esos iconos usando flechas de dirección o un cursor. Cuando un ícono de la linea horizontal contiene subcategorías, estas se despliegan en vertical, y cuanto estas contiene subcategorías de segundo nivel estos ocupan toda la pantalla mientras los iconos anteriores se fijan en el margen izquierdo.

## Compatibilidad
Es la interfaz de usuario mostrada en PSX quien fue la primera en incorporarlo, PSP PlayStation Portable y la PS3 PlayStation 3, también la encontramos en televisores Sony Bravia y reproductores de discos Blu-ray. La consola PlayStation Vita no emplea esta interfaz, sino que fue sustituido en este sistema por otra interfaz llamada "LiveArea" que está centrada en el aspecto táctil, en el caso de la PlayStation 4, el sistema se basa en otra interfaz que busca centrarse en plataformas sociales.

## Reemplazo
En PlayStation 4 es reemplazada por una interfaz nueva llamada PlayStation 4 Dynamic Menú, de la misma manera en PlayStation Vita, por lo que Playstation 3 fue la última en usar esta interfaz.

## Legado
Algunas interfaces de Smart TV y androidTV. applicaciones como Youtube y RetroArch se basan en XrossMediaBar para distribuir el contenido, siendo todavía recordado y usado como idea principal para interfaces de dispositivos basados en controles.
- Datos: Q1464743